# Psychotria humboldtiana
Psychotria humboldtiana är en måreväxtart som först beskrevs av Adelbert von Chamisso, och fick sitt nu gällande namn av Johannes Müller Argoviensis. Psychotria humboldtiana ingår i släktet Psychotria och familjen måreväxter. Inga underarter finns listade i Catalogue of Life.